# Hoath
Hoath är en ort och civil parish i grevskapet Kent i sydöstra England. Orten ligger i distriktet Canterbury, cirka 5 kilometer sydost om Herne Bay och cirka 8 kilometer nordost om Canterbury. Civil parishen hade 551 invånare vid folkräkningen år 2021.